# Zagaje (Proszowice)
Pour les articles homonymes, voir Zagaje.
Zagaje est une localité polonaise de la gmina de Koszyce, située dans le powiat de Proszowice en voïvodie de Petite-Pologne.